# Christian Godard
Christian Godard (Parigi, 24 marzo 1932 – Parigi, 6 novembre 2024) è stato un fumettista e illustratore francese. 
Ha lavorato in quasi tutti i settimanali e mensili per giovani in lingua francese dagli anni '50 agli anni '80, ha creato molte storie in quasi tutti i generi. Fu il creatore di Norbert et Kari, Martin Milan, e lo sceneggiatore, tra gli altri: de Le Vagabond des Limbes (con l'illustratore Julio Ribera); de La Jungle en folie (con l'illustratore Mic Delinx),; e di Toupet (con il disegnatore Albert Blesteau). Ha realizzato una cinquantina di serie al suo attivo. La sua opera è presente anche nel suo blog. Riconosciuto per la qualità del suo disegno oltre che per la sensibilità e le doti di fantasia mostrate dai suoi scenari, «si distingue tra i principali rappresentanti del fumetto classico franco-belga».

## Biografia

### I primi anni
Nato nel 1932 a Parigi da padre ispettore di qualità e madre operaia tipografia che poi gestirà una pasticceria e poi un negozio di fiori, Christian Godard era cresciuto in un quartiere popolare della capitale, vicino alla Porte de Saint Ouen. Fu estimatore dei periodici dell'epoca, come Robinson e L'Intrépide, e realizzerà i suoi primi fumetti. La sua famiglia in difficoltà finanziarie, decise, quando era un ottimo studente, di fargli interrompere gli studi all'età di 17 anni e ma lui voleva iniziare a disegnare ma non poteva iscriversi al Beaux-Arts di Parigi dal momento che non aveva superato il diploma di maturità. Aveva poi svolto lavori saltuari nel settore edile praticando molto lo sport. Nel 1954 fu chiamato a svolgere il servizio militare a Rabat, in Marocco, allora protettorato francese, dove organizzava lezioni di educazione fisica ai coscritti, che gli cocessero molto tempo libero per dedicarsi al disegno. Christian Godard produsse così più di 300 disegni umoristici, firmati con lo pseudonimo Ème, e un unico fumetto, che offrì ai direttori delle principali testate umoristiche dopo la sua smobilitazione nel 1954. Contro ogni previsione, fu il suo unico fumetto a interessare l'editore Rouff, che gli chiese di produrre un primo racconto completo destinato a essere pubblicato in un libretto di piccolo formato.

### Inizio carriera
Christian Godard iniziò a realizzare fumetti nel 1954 con la loro pubblicazione in libretti chiamati Le avventure di Pip e Joc, firmati con lo pseudonimo Ème, poi l'anno successivo, le avventure di Bicoto marmiton, sempre per le edizioni Rouff, di cui dirà «Tutto ciò è stato fatto a pieno ritmo, senza alcuna pretesa, ma mi ha permesso di guadagnarmi da vivere». La carriera di Christian Godard era sulla buona strada poiché tra il 1954 e la fine del 1956 pubblicherà, oltre a queste due collane, una serie di racconti in vari periodici e piccoli formati: Poupette dans Fillette, Les Aventures de Fut- Fut e Teuf-Teuf dans, Franc Jeux, Le avventure di Flicoto su il periodico Hoppy, strisce in Jocko e Poustiquet, Pépin Miro su il periodico Coq hardi, Benjamin e Benjamine su il periodico Benjamin, Choupy e Choupinette su il periodico Lisette, Titi Volcan, investigatore privato su il periodico Pierrot Champion, e L'Agence Flick contre Fantomuch su il periodico Birbu. Quest'ultima serie fu interrotta per richiamo alle armi di Christian Godard destinazione Algeria per 7 mesi.
Al suo ritorno dall'Algeria nel 1957, le decine di pagine accumulate in quel momento lo avevano portato a conoscenza da parte della redazione di Vaillant, iniziò nel 1957 con questa rivista e poi con Gil Bagout (fino al 1962), prima di creare nel 1959 la sua prima serie conoscendo un certo successo: Pipsi, pubblicata fino al 1962. Contemporaneamente riprende, seguendo Will, il disegno delle strisce settimanali del manichino Lili in Paris Flirt , scritto da René Goscinny, che gli dà l'opportunità di scrivere lui stesso la sceneggiatura di molte di queste strisce, e creaùò per IMA, l'amica dei giovani, la serie Tim e Anthime che riprenderà brevemente nel 1966 sulla rivista Tintin. Da quel momento, la sua produzione era già molto diversificata, dall'umorismo al realismo, per bambini o adulti, senza essere di alta qualità.
Cessò però la collaborazione con il settimanale nel 1963 per dedicarsi alla sua serie Pilote. Infatti, il suo amico René Goscinny gli suggerì di prendere parte all'avventura Pilote fin dal primo numero della rivista scrivendogli Jacquot le mousse, poi nel 1962 Les Aventures de Tromblon et Bottaclou. Questa collaborazione gli permise a Godard di inquadrare meglio le sue storie, ritagliare le azioni e costruire le sue gag. Jean-Michel Charlier gli chiese di dirigere lui stesso alcune storie, Christian Godard creò Les Missions de l'Agent secret É.1000 nel 1962, un'opera «graffiantamente comica in cui vengono alla luce le qualità di Godard come puro umorista, sebbene il suo disegno rimanga». Fu un autore molto presente nelle riviste Pilote e Vaillant, Christian Godard era ancora poco conosciuto.

### Un pilastro della stampa settimanale per ragazzi (1963-1974)
Il successo arriva con Norbert e Kari , una serie umoristica dall'aspetto classico ma dotata di un'originalità tematica (il duo di eroi è composto da un bambino polinesiano e un metropolitano pigro) e un'atmosfera onirica che lo distinguono dalle altre pubblicazioni di Pilote. Dal 1963 al 1969, Godard ha prodotto una ventina di storie di questa serie nel settimanale poi dal 1968 al 1970 nel suo supplemento Super Pocket Pilote , essendo stata decisa l'interruzione della serie nel settimanale originale.
Monopolizzato per due anni dalla sua nuova serie, Christian Godard volle però evitare di esservi rinchiuso e, dopo aver tentato senza successo di imporsi sulla rivista Spirou nel 1965 con due storie di Toupet, entrò l'anno successivo nel periodico Tintin grazie a Greg, che aveva conosciuto alla redazione di Pilote e che era appena stato nominato caporedattore di Tintin, che gli propone di coprire alcuni episodi di Tim e Anthime, una sua serie degli anni '50, e gli fa disegnare la copertina del numero in cui inizia la pubblicazione de La Secte de l'hippocampe (no 5 del 1ºfebbraio 1966 per l'edizione belga e il n°. 908 del settimanale pubblicato il17 marzo 1966 per l'edizione francese).
Greg gli lasciò "carta bianca" e Christian Godard creò, l'anno successivo per il settimanale giovanile, Martin Milan, la sua seconda serie di successo, che si sviluppò inizialmente fino al 1973.
Nel 1969, su istigazione di Greg, aiuta Mittéï a trovare idee per Indésirable Désiré poi riprese con lo stesso autore Modeste et Pompon, una creazione di André Franquin, che gli ha permesso di iniziare bene come sceneggiatore.
Nel 1973 interrompe la sua collaborazione con Tintin.
Nel frattempo era diventato anche un pilastro di Pif Gadget, non tanto per la sua belle copertine della serie del titolo (1970-1971) quanto per La Jungle en folie, una serie di racconti e gag illustrati da Mic Delinx e pubblicato sul settimanale dal 1969 al 1983. Allo stesso tempo, Godard ha mostrato la sua crescente attrazione per la scrittura pubblicando il suo primo romanzo, Pavane pour un wresteur deceduto, con i Presses de la Cité.
Per la loro libertà di forma e di tono, i racconti da lui pubblicati in questi settimanali sono tra quelli che «hanno spostato i fumetti da una mitologia infantile verso tentativi demistificanti, ancora timidi».

### Anni '70 - '80, serie di successo e collaborazione con Ribera
1975: Il Vagabondo del Limbo. Godard pubblica il primo album di Axle Munshine, disegnato da Julio Ribera, direttamente come fumetto su Hachette, la sua prima serie realistica di successo per adulti, che mescola fantascienza, avventura, umorismo. Si è poi dedicato sempre più alla sceneggiatura, lavorando con Pierre Le Guen poi Florenci Clavé nel 1977-1978 in Circus, e producendo le avventure del Vagabond a ritmo costante (31 album e 3 album paralleli sono stati pubblicati dal 1975 al 2003).
Nel 1977 si riconnette con Martin Milan per Le journal de Tintin, vengono prodotte due serie, l'ultima storia risale al 1997.
Nel 1981 ha diretto un'avventura di Norbert e Kari per Gomme! prima di un ultimo album nel 1989. Per il suo assistente Henri Dufranne (che aveva disegnato alcuni Martin Milan), Godard inventa per Tintin nel 1978 Pamphile e Philéas. Tuttavia, questi settimanali per giovani ebbero sempre meno successo e uno dopo l'altro smisero di pubblicare regolarmente le serie di Godard; si è poi specializzato in sceneggiature di fumetti per un pubblico adulto e adolescente.
Le cronache del tempo della valle dei Ghlomes vengono realizzate per Circus nel 1985 con Julio Ribera.
Due album Les dossiers de l'archange con il disegnatore Antoni Clavé sono apparsi nel 1987-1989.

### La nave d'argento
1988, Godard crea con Julio Ribera la casa editrice Vaisseau d'argent, che gli permette di mettere in evidenza nuovi, vecchi album e altri autori. Saranno trasmesse sedici serie, il catalogo sarà in parte da Dargaud. Le Vagabond des Limbes era stampato in una versione deluxe (album dal n. 1 al 13) e una versione classica dal n.16 al 21.
A seguito di difficoltà finanziarie, il Vaisseau d'Argent chiuse nel 1991.
Alcune delle serie sono rilevate dalle edizioni Dargaud. Lo stock degli album pubblicati da Vaisseau d'Argent (Le Vagabond des Limbes , Martin Milan e Norbert et Kari ) furono nuovamente commercializzato, ma con un adesivo "Dargaud" che copriva il nome dell'editore.

### La nuova serie
Nel 1987, Christian Godard si era unito all'editore Spirou, dove non era riuscito a sfondare vent'anni prima; Toupet , questa volta disegnato da Albert Blesteau, dove era stato pubblicato fino al 2004 ed era stato oggetto di diciassette album. Lì aveva anche sceneggiati per Clarke The Baby-sitters (dal 1994 al 1999). Quando Toupet ha smesso, ha ripreso La Jungle en folie da solo nel nuovo Pif Gadget, ma ha dovuto interrompere con la fine della rivista nel 2008.
Nel 1998 ha sceneggiato il revival di Achille Talon, una serie creata dall'illustratore Greg: Achille Talon à la main verte, con disegni di Roger Widenlocher.
Contemporaneamente a questa attività giovanile, Godard era diventato lo sceneggiatore di numerosi album e serie: con Ribera (Le Grand Scandale, Le Bras du démon, ecc.), Erik Juszezak (Oki, souvenirs d’une fille au pair, 1998- 2003), Claude Plumail (Le Cybertueur, 1999-2004; Dédales, dal 2007), Achdé (Doc Véto, 1999-2001).
Nel 2002-2004 aveva pubblicato i quattro volumi di A Very Ordinary Madness, una serie in cui ad ogni personaggio corrisponde un disegnatore diverso, in modo da evidenziare al meglio la molteplicità dei punti di vista.
Dal 2000 Godard aveva prodotto numerosi lavori sul cibo, come Les Postiers at Bamboo (2006-2008), Jungle (sceneggiatura di Come scopare senza annoiarsi? , 2008), guide a Vents d'Ouest (come illustratore dal 2003 a 2005, poi sceneggiatore dal 2009).
Nel 2015 le edizioni Fordis, che ristampano le opere di Jean-Michel Charlier,  pubblicano il primo episodio della serie Michel Brazier, disegnata da André Chéret e indicano di voler continuare la serie affidando la sceneggiatura a Christian Godard. André Chéret, colpito da una malattia, ha messo fine alla sua carriera prima di poter disegnare questo nuovo episodio. Fu infine Mankho a disegnare la sceneggiatura di Godard per questo secondo volume di Michel Brazier , intitolato Rendez-vous avec la mort , apparso nel gennaio 2019. Viene annunciato un nuovo album per il 2020. Questo terzo volume è effettivamente apparso nel novembre 2019, in cui Christian Godard non è accreditato come sceneggiatore. Per una ragione sconosciuta, Godard ha abbandonato la serie e solo Jean-Michel Charlier è menzionato come sceneggiatore.

## Un autore originale

### Il rifiuto del genere
A differenza della maggior parte degli autori per ragazzi degli anni '50 e '70, Christian Godard ha sempre rifiutato la logica del genere: Le Vagabond des Limbes contiene molti passaggi umoristici, mentre a volte, in Martin Milan , «l’emozione ci intrappola all’angolo». Questi “disinnesti” si limitano però al tono delle storie e non intervengono a livello della narrazione stessa, che permette loro di rimanere efficaci.

### Umorismo
Dalla fine degli anni '50 Godard sviluppò un proprio senso dell'umorismo: a differenza di René Goscinny, le cui sceneggiature possono essere apprezzate solo se legate ad ambiti culturali preesistenti, Godard lascia alla narrazione la sua autonomia, e la fa funzionare grazie ai giochi linguistici e situazioni umoristiche: “In molti luoghi è il significante che produce il significato, e non il contrario  . Questa inventiva lo rende uno di coloro che, negli anni Sessanta, tentarono di "riprendere i codici stessi del fumetto" ma, non avendo né sistematizzato la sua follia, né trovato un generico comune per i suoi racconti, non riuscì a raggiungere il successo di una Gotlib con la sua Rubrique-à-brac.

### ll numero 13
Christian Godard indica che la sua vita è sempre stata posta sotto il segno del numero 13: suo padre si chiamava Gustave Godard (13 lettere) e sua madre Ginette Godard (13 lettere). Quando all'inizio era alla ricerca di uno pseudonimo, scelse Ème, fonetica della M, la tredicesima lettera dell'alfabeto, sperando che gli portasse fortuna. Più tardi, si è reso conto che Norbert et Kari hanno tredici lettere, il che non era intenzionale. È invece volontariamente che nomina il suo personaggio Martin Milan, una doppia M, donc (pertanto).

## Opere

### Fumetti
Nei fumetti:
- Le avventure di Pip e Joc (sotto lo pseudonimo Ème)
  - Pip e Joc sono due ragazzi, un biondo alto con un dolcevita e un uomo piccolo e paffuto dai capelli scuri che indossa un enorme papillon, vincitori di un concorso che offre loro viaggi in giro per il mondo e trascinato in avventure in un paese diverso con ogni episodio.
  - Edizioni Rouff, 7 libretti, 1954-1955
    - Le avventure di Pip e Joc Pip e Joc (14 pl.), luglio 1954
    - Pip e Joc in Africa (14 pl.), settembre 1954
    - Pip e Joc e il tesoro della mummia (14 pl.), ottobre 1954
    - Pip et Joc et les Pirates (14 pl.), novembre 1954
    - Pip e Joc nella terra dei fachiri (14 pl.), gennaio 1955
    - Pip e Joc e il mistero del drago rosso (14 pl.), febbraio 1955

  - Pip e Joc nella corsa ai milioni (14 pl.), maggio 1955
- Biscoto marmiton (sotto lo pseudonimo Ème)
  - Éditions Rouff, 6 libretti, 1955-1958
    - Le avventure di Biscoto , luglio 1955
    - Le Tribolazioni di Biscoto , ottobre 1955
    - Biscoto e il tesoro dell'Antico Palazzo , gennaio 1956
    - Biscoto e il mostro della foresta , aprile 1956
    - Biscoto Marmiton e il ladro fantasma , settembre 1957
    - Biscoto e il mistero del lago selvaggio , gennaio 1958
- Poupette
  - La quotidianità umoristica di una bambina
  - 5 racconti di 6 tavole in bianco e nero in numeri speciali di Fillette , casa editrice parigina, 1954 - 1957
    - Poupette ama la neve (Speciale Natale 1954)
    - Chocolate Drama (Speciale Pasqua 1955)
    - Allegri preparativi per il Natale (Speciale Natale 1955)
    - Poupette prende una falsa partenza (speciale vacanze 1956)
    - Oh Pamela (ritorno a scuola speciale 1957)
- Le avventure di Fut-Fut e Teuf-Teuf, in Franc Jeux, 13 gag, 1955
- Le avventure di Flicoto, una breve storia in bianco e nero su Hoppy Monthly, n. 3, Snip, marzo 1955
- Cinque strisce sul settimanale Jocko et Poustiquet, 1955-19; Dop le caddie, n. 52, octobre 1955
  - Dop le caddie, n. 52, ottobre 1955
  - Toine le mousse, n. 60, dicembre 1955
  - Tik the Boxer , n. 61 , dicembre 1955
  - Dop le caddie, no 74, mars 1956
  - Tik le boxeur, no 76, avril 1956
- L'Agenzia Flick contro Fantomuc (sotto lo pseudonimo Ème )
- Le indagini della polizia comica degli investigatori dell'Agenzia Flick all'inseguimento del misterioso malfattore incappucciato Fantomuco.
- a Biribu , Aventures et Voyages, poi Lancelot , Aventures & Voyages:
  - Enigma della banca (45 pl.), 1955
  - Il primo volo del tappeto volante (45 pl.), 1955-1956
  - Il trionfo di Fantomuch (30 pl.), 1956
  - La Revanche de Cyrill (26 pl.), 1956
  - La Fin de Fantomuch (27 pl.), 1956 (la serie è interrotta dalla mobilitazione di Christian Godard in Algeria)
  - L'Hallali (13 pl.), 1962 (questo episodio finale è diretto da Godard, che questa volta lo firma con il suo nome, al suo ritorno dall'Algeria per completare la storia e chiudere la serie svelando finalmente l'identità del misterioso criminale)
- Pépin Mirò, un racconto di 2 pl. in Coq hardi nº10, dicembre 1955
- Benjamin e Benjamin, in Benjamin:
  - La statuetta d'avorio, 1955
  - Le pillole tragiche, 1956
- Choupy e Choupinette , in Lisette , Editions de Montsouris
  - The Strange Inheritance (10 pl.), n. 10, marzo 1956
- Titi Volcan, investigatore privato (sotto lo pseudonimo Ème)
- L'investigatore privato Titi Volcan conosce una sola avventura in Pierrot Champion dal nº 10 del 4 marzo 1956 al n. 28, all'8 luglio 1956
  - Il narciso d'argento (20 pl.), 1956
- Manichino Lili

Serie di strisce umoristiche settimanali in bianco e nero a 3 pannelli sulla vita di un modello di moda e pubblicitario.
a Parigi Flirt , dal n. 23 dal 6 luglio 1957 al n o104 del 25 gennaio 1959
Le sceneggiature per le strisce pubblicate nei numeri dal 23 a l41 poi dal 100 al 104 sono di René Goscinny, le sceneggiature per le strisce pubblicate nei numeri dal 42 al 99 sono di Christian Godard
- 2 racconti di 2 pagine nel quindicinale Pistolin , con sceneggiatura di René Goscinny, 1957 - 1958:
  - Il libro da colorare , n. 70, dicembre 1957
  - La pozione magica , n. 71, gennaio 1958
- Le avventure di Tim e Anthime

Due amici, un uomo dai capelli scuri alto e snello e un biondo basso e paffuto, sono coinvolti loro malgrado in strane avventure
in Ima , Éditions Mondiales, poi L'Intrépide (la serie appare in copertina ogni settimana in cui viene pubblicata una prima pagina)
- - Il bagnante ambulante (30 pl.), 1957
  - Il genio di Greenboue (36 pl.), 1957-1958
  - Il regno dei senza volto (36 pl.), 1958
  - Il cavalluccio marino nero (18 pl.), 1958
  - Calvo chi può (18 pl.), 1958
  - Veleno in abbondanza (18 pl.), 1958
  - Schprountz è uguale a schwmurtz (18 p.), 1958
  - Çacarbure dur (18 pl.), 1958-1959 ( Ima cessando di comparire dopo la pubblicazione delle prime tre tavole, il resto della storia è pubblicato su L'Intrépide)
- Gil Bagout
- Gil Bagout è un avvocato e lavora con la sua segretaria, Aubépin. Prima di tutto i gialli umoristici, la serie evolve verso il bavaglio puro, il personaggio ingannevole di Aubépin che recita in Vaillant :
  - Il diadema di Orîsis (3 p.), 1957
  - L'Eraclio a otto raggi (3 p.), 1957
  - Silenzio ! Ci rivolgiamo... (3 pl.), 1958
  - Il canto degli uccelli (2 pl.), 1959
  - Verniciatura a spruzzo (30 pl.), copertina di Vaillant n. 741  , 1959
  - Molto rumore per nulla (2 pl.), 1960
  - Mi spaventa! (2 pl.), 1960
  - Un problema tecnico per Aubépin… (1,5 pl.), 1961
  - Quest'uomo è pericoloso (2 pl.), 1961
  - Biancospino ha visioni (2 pl.), 1961
  - Gil Bagout e Aubépin (2 pl.), 1962
  - Gil e Aubépin a un picnic (2 pl.), 1962
  - Gil e Aubépin si arrugginiscono (2 pl.), 1962
  - Gil e Hawthorn pesca (2 pl.), 1962
  - 5 racconti in Vaillant , 1958-1963
- Stef e Stéphane , in Clear Hours
  - Le Mas du Démon , 2 strisce a settimana, dal n °  112 al n °  126, 1959
- Jacquot le mousse  (disegno), con René Goscinny (sceneggiatura)  Jacquot è una mousse sulla SS Bouchon, un vecchio mercantile sgangherato come il suo equipaggio, che deve trasportare un carico di casse di arance, in cui sono infatti nascoste armi destinate a per sostenere la rivoluzione di un paese sudamericano. Caduto il carico in acqua, l'equipaggio lo sostituisce e consegna così le arance al generale Capisto... in  Pilote , 30 tavole, dal n.  1 del 29 ottobre 1959 al n o 30 del 19 maggio 1960
- The Hike of Fnafnaf e Doctor Frigoric , (disegno), con René Goscinny (sceneggiatura)

strisce pubblicitarie per il marchio Frigidaire
nel settimanale Les Bonnes Soirées , 1959
- Pipsi

Pipsi è una giovane attrice cinematografica, circondata dal suo regista, Grosplan, e da un collega attore, Pétarzan, che vive prima di tutto con racconti umoristici brevi di 3 tavole, poi due avventure in una trentina di tavole, dopodiché la serie cambia completamente registro per diventare una serie familiare in breve gag di un tabellone in cui il mondo del cinema è scomparso, sostituito dai genitori di Pipsi e di suo fratello, Toine.
in Vaillant , 65 racconti e gag, 1959-1962
- - La vendetta dell'orfano (sceneggiatura di René Goscinny), 1959
  - Pipsi dans la jungle (sceneggiatura di René Goscinny) (+ Vaillant copertina nº 765), 1960
  - Il rapimento di Pipsi (sceneggiatura di René Goscinny), 1960
  - Preistoria della risata (sceneggiatura di René Goscinny), 1960
  - Pipsi rimane nel piano (+ copertina di Vaillant n o  771), 1960
  - Cielo ! Un fantasma... , 1960
  - Le Terriblodocus, 1960
  - Menace au studio (sceneggiatura di René Goscinny) (+ Vaillant copertina n °778), 1960
  - Un numero divertente , 1960
  - Pipsi nel labirinto , 1960
  - Le Bracelet de vermeil (20 pl.) (+ copertina di Vaillant n °787), 1960
  - Zombie Island (29 pl.), 1960
  - à 50. : 37 gag settimanali di una tavola, dal nº832 al nº886, 1961-1962
- Le nuove avventure di Pip e Joc (sotto lo pseudonimo Ème poi sotto il proprio nome)
- Godard riprende i personaggi dei suoi primi fumetti dal 1954, tempo di un'avventura nell'antica città egiziana di Athribis
- in Kris lo sceriffo , Avventure e Viaggi, in 5 parti da 13 tavole ciascuna, 1961
  - Le Secret d'Athribis , n.  12, maggio 1961
  - Il popolo scomparso, n.  13, giugno 1961
  - Il deserto della sete , n. 14  , luglio 1961
  - Il Regno di Athribis , n. 15  , agosto 1961
  - La Justice de Senousret, no 16, septembre 1961
- Tonton Lachance  Serie di gag da 1,5 a 3 tavole in bianco e nero con cornici grigie sulle avventure di Lachance, un vecchio che, come suggerisce il nome, è sempre stato fortunato, che considera una maledizione dalla quale cerca di sfuggire, avendo diventare un vagabondo per evitare la fortuna, senza successo.  in Vaillant , 15 racconti, 1961-1963
- Le Missioni dell'agente segreto E-1000 , in Pilote , 9 racconti per 58 tavole, dal n °  119 del febbraio 1962 al n °  394 del maggio 1967
- Tromblon e Bottaclou (disegno), con René Goscinny (sceneggiatura), in Pilote , 8 racconti, 1962-1963
- Celestin , in Record , 1963-1964
  - L'Inestimabile Célestin (10 pl.), n .  15), marzo 1963
  - La Tiare des Lagouth-Honet (10 pl.), no 29), mai 1964
- Norberto e Kari , in Pilote:
  - Taitouamotus l'atollo del silenzio , 1963
  - Il dittatore di Taratahah , 1963-1964
  - Caye barbuto , 1964
  - Operazione Madrepore , 1964
  - Le Gugusse ei piccoli ammutinati , 1964-1965
  - Aïu pupu nella terra degli uomini naturali , 1965
  - L'esilio delle Galapagos , 1965
  - Da rififi alla terra dei leoni marini , 1965-1966
  - Bombinette e bambùla , 1966
  - Il maestro degli abissi , 1966
  - Il popolo del Dito , 1966-1967
  - Le elezioni , 1967
  - L'isola dei mostri , 1967-1968
  - Operazione Terra bruciata , 1968
  - La pietra del nulla , 1968-1969
  - Respiro dell'inferno , 1969
  - Il regno di Astap , 1969
- Una trentina di racconti e gag, a volte da solo sceneggiatore, in Pilote , 1963-1984
- Tim e Anthime , in Tintin  :
  - La setta del cavalluccio marino , 1966
  - Calvo chi può! , 1966
- Toupet , in Spirou , 2 racconti, 1965-1966
- Norbert e Kari , in Super Pocket Pilote , sette racconti, 1968-1970
- 10 racconti e gag in Super Pocket Pilote , 1968-1969
- 6 racconti in Tintin , di cui uno come sceneggiatore solista, 1966-1967
- Martin Milano in Tintin , 6 racconti 1967-1973, e:
  - Destinazione... Agguato , 1969
  - I vagabondi della giungla , 1970
  - Eglantine della mia giovinezza , 1970-1971
  - L'emiro ai sette beduini , 1971
  - Gli uomini di fango , 1972
  - Mille e per un'agonia , 1977
  - Adeline alla fine della notte , 1978[23]
  - Il bambino dell'Orda , 1979 - 1980
  - Un'ombra è passata , 1981
  - L'angelo e il dotato , 1984
- Modeste e Pompon (sceneggiatura), con Mittéï (disegno), in Tintin , 164 gag e racconti, 1969-1973; in Tintin Sélection , 8 racconti, 1969-1970
- Désirable Désiré (sceneggiatura), con Mittéï, in due racconti in Tintin nel 1969 e nel 1972 (in Tintin Sélection ) e:
  - Lascia che la musica! , 1970
- 206 gag e un racconto di La Jungle en folie (sceneggiatura), con Mic Delinx (disegno), in Pif Gadget , 1969 - 1986 e:
  - Manbo zizi Panda , 1981
- Martin Milan , in Tintin Sélection , 3 racconti e un racconto illustrato, 1969-1972
- 10 racconti di Pif (sceneggiatura), con Louis Cance (disegno), in Pif Gadget , 1970-1971
- Il vagabondo del Limbo (sceneggiatura), con Julio Ribera (disegno), in Circus:
  - L'impero dei soli neri , 1975
  - Spazzini del Cosmo , 1975–1976
- 4 capitoli (sceneggiatura), con Julio Ribera da L'Histoire de France en BD , 1976-1977
- La Vie d'artiche (sceneggiatura), con Pierre Le Guen (disegno), in Circus , 1977-1978
- La Bande à Bonot (sceneggiatura), con Florenci Clavé , in Circus , 1978
- Il vagabondo del Limbo (sceneggiatura), con Julio Ribera (disegno), in Pilote:
  - L'alchimista supremo , 1978
  - Quale realtà papà? , 1979
  - Guerra dei Bonke , 1980
  - Per i tre grani dell'eternità , 1981
  - L'ultimo predatore , 1983
  - Le Masque de Kohm, 1984
- Pamphile e Philéas (sceneggiatura), con Henri Dufranne (disegno), in Tintin , 6 racconti, 1978-1986, e Le Monstre vegetariano , 1983
- Martin Milano , in Super Tintin , 5 racconti, 1978-1984
- Pamphile e Philéas (sceneggiatura), con Henri Dufranne (disegno), in Super Tintin , 4 racconti, 1979-1984
- 3 racconti (di cui due come sceneggiatore), in Super Tintin , 1979-1982
- Norbert e Kari  : Un impero sui trampoli , in Gomme! , diciannove ottantuno
- Tre racconti (sceneggiatura), con Derib (disegno), in Tintin , 1981-1986
- Les Ghlomes (sceneggiatura), con Julio Ribera (disegno), in Charlie Mensuel , 1985 - 1986
- Gli archivi dell'arcangelo  : Memorie di altri tempi (sceneggiatura), con Florenci Clavé (disegno), in Circus , 1987
- Toupet (sceneggiatura), con Albert Blesteau (disegno), in Spirou , 330 gag e racconti, 1987-2004
- 5 scenari di racconti in Spirou , 1993 - 2002
- Le baby-sitter (sceneggiatura), con Valda (disegno), 26 racconti, 1994 - 1999
- Life of Dogs (sceneggiatura), con Frantz Duchazeau (disegno), 16 racconti, 1998-1999
- Le nuove avventure della giungla pazza , in Pif Gadget , 11 racconti, 2004 - 2008
- Pamphile e Philéas (sceneggiatura), con Henri Dufranne (disegno), in Pif Gadget , 2 racconti, 2006

### Album
- Le avventure di Pip e Joc in giro per il mondo (sotto lo pseudonimo di "Eme"), Éditions Rouff, rilegatura dei 7 libretti pubblicati, 1955
- he Hike of Fnaffnaf and Doctor Frigoric , album pubblicitario per Frigidaire, 1959.
- L'Indésirable Désiré  : Andiamo alla musica! (sceneggiatura), con Mittéï (disegno), Le Lombard, coll. "Stella", 1971
- Martin Milan, Le Lombard, coll. «Vedette», 5 volumes, 1971-1975
- La Jungle en folie (sceneggiatura), con Mic Delinx (disegno), Rossel poi Dargaud, 20 volumi, 1973-1988
- Le missioni dell'agente E.1000 , Glénat, 1974
- Norbert e Kari , Hachette, Glénat e Le Vaisseau d'Argent, 9 volumi, 1974-1989
- Mister Magoo, Hachette, 1974
- Le Vagabond des Limbes (sceneggiatura), con Julio Ribera (disegno), Hachette, Dargaud e Le Vaisseau d'Argent, 31 volumi, 1975 - 2003
- Oltre a Limbo Wanderer:
  - Il figlio dell'orafo, con Julio Ribera (disegno), Edizioni Soleil, 1995, 1 volume pubblicato: è l'infanzia di Axle Munshine
  - Un'infanzia eterna, con Carlos Giménez (disegno), 1 volume pubblicato nel 1990, edizioni Le Vaisseau d'Argent: è l'infanzia di Musky
  - Les 13 Transgressions, co-sceneggiato con LF Bollée, con Al Coutelis ((disegno)), 1 volume pubblicato nel 1990, edizioni Le Vaisseau d'Argent
- Tromblon e Bottaclou (disegno), con René Goscinny (sceneggiatura), Glénat, 1976
- Comunicazione e civiltà , Rhône-Poulenc, 1976
- Martin Milano , Dargaud, 13 volumi (di cui 8 inediti [?]), 1978-1997
- La Bande à Bonnot (sceneggiatura), con Florenci Clavé (disegno), Glénat, 1978[24]
- Le avventure di Modeste e Pompon (sceneggiatura), con Mittéï (disegno), Horus, 6 volumi, 1979
- La Vie d'artiche (sceneggiatura), con Pierre Le Guen (disegno), Glénat, 1979
- Ciottoli bianchi , editore Ludovic Trihan, 1981. Contiene varie storie poi inedite nell'album
- Tim e Anthime: La setta dell'ippocampo seguito da Veleno in abbondanza, Bédéscope, 1983
- Cronache del tempo della Valle di Ghlomes (sceneggiatura), con Florenci Clavé e Julio Ribera (disegno), Dargaud, Le Vaisseau d'Argent et Soleil, 4 volumi, 1985-1996
- Gli archivi dell'arcangelo (sceneggiatura), con Florenci Clavé (disegno), 1987:
  - Ricordi d'altri tempi , 1987
  - Morte ritardata , 1989
- L'uomo che credeva in California (sceneggiatura), con Derib (disegno), Le Lombard, coll. "  Storie e leggende  ", 1987
- Toupet (sceneggiatura), con Albert Blesteau (disegno), Dupuis, 18 volumi, 1989-2007
- Le Grand Lack (sceneggiatura), con Julio Ribera (disegno):
  - La grande mancanza , La nave d'argento, 1989
  - Per tre gocce di rugiada , Soleil Productions, 1993
- Io sono un mostro (sceneggiatura), con Julio Ribera (disegno), Glénat, 1993
- Le Grand Scandale (sceneggiatura), con Julio Ribera (disegno), Dargaud:
  - New York , 1994
  - Las Vegas , 1994
  - San Francisco, 1995
  - New Orleans , 1997
- Il braccio del demone (sceneggiatura), con Julio Ribera (disegno), Sun:
  - Allo sconosciuto dentro di me , 1996
  - Viaggio nell'eresia , 1997
- Le Baby-sitter (sceneggiatura), con Valda (disegno), Dupuis, coll. "Umorismo libero", 3 volumi, 1997-1999
- Oki, ricordi di una ragazza alla pari (sceneggiatura), con Erik Juszezak (disegno), Glénat, coll. "  The Black Lodge  ", 6 volumi, 1998-2003
- Achille Talon t. 43: Achille Talon ha la mano verde (sceneggiatura), con Roger Widenlocher (disegno), Dargaud, 1998
- Le Cybertueur (sceneggiatura), con Claude Plumail (disegno), Glénat, coll. "Bolla nera", 5 volumi, 1999-2004
- Doc Véto (sceneggiatura), con Achdé (disegno), Dargaud:
  - 30 milioni di amici , 2000[25]
  - Dì trenta-Wouah! , 2001
  - Animali da palcoscenico , 2002
- La guida… (disegno), con Jacky Goupil (sceneggiatura), Vents d'Ouest, coll. " Umorismo " :
  - La guida al matrimonio , 2002
  - La guida allo stufo , 2004
  - La guida dei vicini , 2005
- Una follia molto ordinaria (sceneggiatura), con Franck Bonnet e Alain Mounier, Glénat, coll. “Bolla nera”:
  - Lewis Anderson , anche con Christian Rossi (disegno), 2002[26]
  - Ewane Nagowitch , anche con Philippe Jarbinet ed Emmanuel Moynot (disegno), 2002
  - Frazer Harding , anche con Philippe Jarbinet (disegno), 2003
  - Elmer Tanner , anche con Philippe Jarbinet e Claude Plumail (disegno), 2004
- Les Postiers (sceneggiatura), con Boris du Vigan (disegno), Bamboo, coll. “Job humor”, 3 volumi, 2006-2008
- Dédales (sceneggiatura), con Claude Plumail (disegno), Glénat, coll. “Grafica”:
  - Il manoscritto , 2007
  - Lontano, mai , 2009
- D-Day (sceneggiatura), con Fred Marshall (disegno), Glénat, coll. " Ha vissuto " :
  - Signore Supremo , 2008
- Come scopare senza annoiarsi? (sceneggiatura), con Éric Miller (disegno), Jungle, 2008
- Guida…. (sceneggiatura), West Winds, coll. " Umorismo " :
  - La guida ai dipendenti pubblici nei fumetti! , con Cédric Ghorbani (disegno), 2009
  - La guida sportiva nei fumetti! , con Cédric Ghorbani (disegno), 2010
  - La guida alle feste a fumetti! , con Cédric Ghorbani (disegno), 2010
  - The Kid's Guide , con Juan (disegno), 2011
  - The Siblings Guide , con Cédric Ghorbani (disegno), 2011
  - Le Guide des 18 ans , con Marmou (disegno), 2012
- Che famiglia meravigliosa! (sceneggiatura), con Jacky Goupil (sceneggiatura), Jean-Christophe Grenon e Tybo (disegno), Vent d'Ouest, 2016
- Michel Braciere , t.  2 Rendezvous with Death , con Mankho (disegno), Fordis, 2019

### Letteratura
- Pavane per un lottatore defunto , Presses de la Cité , coll. "Mistero", 1972

## Premi e riconoscimenti
- 1974: Premio sceneggiatore francese al festival di Angoulême
- 1977: Premio per la migliore opera realistica francese al festival di Angoulême per Le Vagabond des Limbes t. 2 (con Giulio Ribera)
- 1979: Premio Saint-Michel per la migliore sceneggiatura umoristica per Adeline du bout de la nuit ( Martin Milan , t. 3)

### Libri e file
- Special Godard, in I quaderni del fumetto nº 19, Glénat
- Dossier Godard, in Les Cahiers de la bande Dessine nº 59  , Glénat, 1984, p. 5-44
- Le guide en BD tome 41[1]
- Les nouvelles aventures de la jungle en folie[2]
- Un peu plus loin, l'espoir enfin..[3]
- Les Hommes de la boue[4]
- L'Émir aux sept bédouins[5]

### Articoli
- Louis Cance, "Bibliografia di Christian Godard", in Les Cahiers de la bande Dessine n.59  , Glénat, 1984, p. 41-44 e 60
- Patrick Gaumer, “Christian Godard”, in Larousse de la BD , Parigi: Larousse, 2004, p. 349-50
- Thierry Groensteen, “Nascita di un umorista”, in Les Cahiers de la bande banderobe n °  59, Glénat, 1984, p. 18-20
- Bruno Lecigne, "Da Godard a Gotlib", in Les Cahiers de la bande dessinée n.59 ,  Glénat, 1984, p. 20
- Patrick Gaumer, scheda introduttiva dell'edizione "Integral Martin Milano 1", Le Lombard, 2019

### Interviste
- Christian Godard (int. di Henri Filippini), “Intervista a Christian Godard ”, Schtroumpfanzine, nº25, dicembre 1978, pagg. 3-11.
- Christian Godard (tirocinante Numa Sadoul), “Intervista con Christian Godard”, in Les Cahiers de la bande Dessine, n. 59, Glénat, 1984, p. 7-17.
- Christian Godard (int. Spooky), Intervista a Christian Godard [archivio], bdtheque.com, agosto 2007.

| Controllo di autorità | VIAF (EN) 46761846 · ISNI (EN) 0000 0001 2025 0697 · Europeana agent/base/91114 · LCCN (EN) n85387889 · GND (DE) 1078130361 · BNE (ES) XX949820 (data) · BNF (FR) cb11905206p (data) · NSK (HR) 000441090 · CONOR.SI (SL) 47192163 |

1. ↑   ... Ohazar e Impr. Pollina), Le guide des écolos, Vents d'Ouest, impr. 2013, ISBN 978-2-7493-0708-4, OCLC 852232588. URL consultato il 13 novembre 2022.
2. ↑   Mic Delinx e Mircea Arapu, Il était une fois le Tuyéti, vol. 1, Soleil, DL 2005, ISBN 2-84946-077-X, OCLC 470305588. URL consultato il 13 novembre 2022.
3. ↑   Julio Ribera e Impr. PPO graphic), Un peu plus loin, l'espoir enfin, vol. 11, Dargaud, DL 2007, ISBN 978-2-205-05971-7, OCLC 470996629. URL consultato il 13 novembre 2022.
4. ↑   Godard, Les hommes de la boue, Vaisseau d'argent, 1990, ISBN 2-87757-024-X, OCLC 319825950. URL consultato il 13 novembre 2022.
5. ↑   Christian Godard, L'Émir aux sept bédouins, [4], Vaisseau d'argent, 1990, ISBN 2-87757-023-1, OCLC 462757156. URL consultato il 13 novembre 2022.